# Teatro Nuovo (Naples)
Pour les articles homonymes, voir Teatro Nuovo.
Le Teatro Nuovo est un théâtre de Naples.

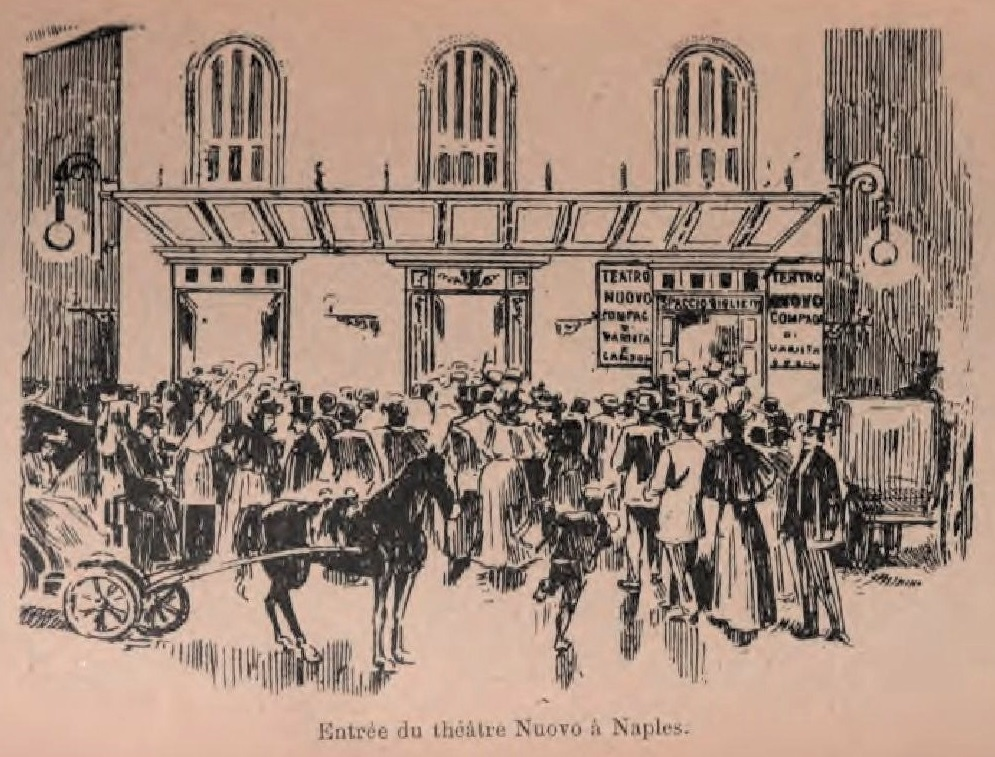
L'entrée du théâtre vers 1900

## Historique
Il a été construit en 1723 par l'architecte et scénographe Domenico Antonio Vaccaro au nom des imprésarios de théâtre Giacinto (o Giacomo) De Laurentiis e Angelo Carasale.
Vaccaro a conçu le théâtre dans un lieu de dimensions réduites. Il a réussi à le structurer en obtenant une haute capacité d'accueil de mille places. Le théâtre présente la forme classique d'un fer à cheval, divisé en cinq niveaux, chacun divisé en treize loges.
En septembre 1723 a eu lieu la première de La Locinna d'Antonio Orefice. Le théâtre est vite devenu le temple de l'opera buffa et a vu les succès de Domenico Cimarosa, Niccolo Piccinni et Giovanni Paisiello, dont l'opéra Il Socrate immaginario a été mis en scène dans ce théâtre en 1775.
Dans la nuit du 20 février 1861, un incendie a complètement détruit le théâtre qui a été reconstruit selon les plans de l'architecte Ulisse Rizzi, qui en était copropriétaire. Le théâtre est entré en service en 1864. En 1866 a eu lieu la première mondiale de I due mariti de Nicola D'Arienzo (it), en 1870 du Il cacciatore delle Alpi de D'Arienzo, en 1878, de Griselda o La marchesa di Saluzzo de Oronzo Mario Scarano, en 1879 de La figlia del diavolo de D'Arienzo, en 1887 de Le trappole d'amore de Scarano, en 1894 de L'amico Francesco de Mario Morelli dans lequel Enrico Caruso a fait ses débuts. Le théâtre a accueilli alors des succès théâtraux (y compris des comédies d'Eduardo De Filippo) jusqu'à la soirée du 12 janvier 1935 lors de laquelle un autre incendie l'a réduit en cendres.
Oublié de tous, en 1985, le théâtre a été ressuscité par la volonté d'Igina Di Napoli et Angelo Montella qui ont dirigé le théâtre jusqu'en 2011. Depuis 2012 la direction et la gestion du Teatro Nuovo ont été confiées au Teatro Pubblico Campano.

## Créations (liste incomplète)
- La Locinna de Antonio Orefice (1723)
- Lo Simmele de Antonio Orefice (avec la collaboration de Leonardo Leo) (1724)
- La mogliera fedele de Leonardo Vinci (1724)
- Amor d'un'ombra e gelosia d'un'aura de Giuseppe Sellitto (1725)
- Il trionfo d'amore de Pietro Auletta (1725)
- L'Aracolo di Dejana de Francesco Corradini (1725) (con la dicitura di "Nuovo triato de Monte Cravaneio")
- La Mila, o puro chi è lo primmo vence de Anastasio Orefice (1726)
- L'Orismene, overo dagli sdegni gli amori de Leonardo Leo (1726)
- Lo corzaro de Angelo Antonio Troiano (1726)
- Chi si ntrica resta ntricato de Nicola Altamura (1726)
- La milorda de Giuseppe de Majo (1728)
- La pastorella commattuta de Leonardo Leo (1728)
- Lo conte di Scrignano de Costantino Roberti (1729)
- Li dispiette amoruse de Michele Caballone (1731)
- La vecchia trammera de Antonio Orefice (1732)
- La forza d'ammore de Giuseppe Montuoli (1732)
- Prìzeta correvata de Giuseppe Ventura (1732)
- Amore mette sinno o Amore dà senno de Leonardo Leo (1733)
- Il Filippo de Michele Caballone (1735)
- La Climene de Nicola Pisano (1738)
- La rosa de anonyme (1738)
- Lo secretista de Carlo Cerere (1738)
- L'amante impazzito de Matteo Capranica (1738)
- Amor vuol sofferenza de Leonardo Leo (1739)
- Don Chichibio de Pietro Auletta (1739)
- Il barone di Zampano de Nicola Antonio Giacinto Porpora (1739)
- L'Origille de Antonio Palella (1740)
- L'ambizione delusa de Leonardo Leo (1742)
- L'innocenti gelosie de Giuseppe Sellitto (1744)
- Amare e fingere de Gaetano Latilla (1745)
- La Flavia de Geronimo Cordella (1749)
- Amore figlio del piacere de Nicola Bonifacio Logroscino (1751)
- Li nnamorate correvate de Gregorio Sciroli (1752)
- Lo finto perziano de Nicola Bonifacio Logroscino (1752)
- L'Elmira generosa de Nicola Bonifacio Logroscino (1753)
- Le chiaiese cantarine de Nicola Bonifacio Logroscino (1754)
- La finta 'mbreana de Nicola Bonifacio Logroscino (1756)
- I disturbi de Nicola Bonifacio Logroscino en collaboration avec Tommaso Traetta (1756)
- La sposa bizzarra de Gaspare Gabellone o Caballone (1757)
- L'amante ridicolo de Niccolò Piccinni (1757), intermezzo
- L'Ottavio de Pietro Carlo Guglielmi (1760)
- Lo marito disperato de anonyme (1761)
- Lo sagliemmanco de Gregorio Sciroli (1762)
- Lo sposo di tre e marito di nessuna de Pasquale Anfossi (1763)
- Le viaggiactrici di bell'umore de Giacomo Insanguine (1763)
- La finta ciarlatana de Niccolò Piccinni (1763)
- La giocatrice bizzarra de Gaspare Gabellone o Caballone (1764)
- Fedeltà in amore de Giacomo Tritto (1764)
- Il finto medico de Pasquale Anfossi (1764)
- La vedova capricciosa de Giacomo Insanguine (1765)
- La vedova di bel genio de Giovanni Paisiello (1766)
- La Molinarella de Niccolò Piccinni (1766)
- L'idolo cinese de Giovanni Paisiello (1767)
- Il furbo malaccorto de Giovanni Paisiello (1767)
- I matrimoni per dispetto de Pasquale Anfossi (1767)
- La luna abitata de Giovanni Paisiello (1768)
- La locandiera di spirito de Niccolò Piccinni (1768)
- L'arabo cortese de Giovanni Paisiello (1769)
- La finta semplice ossia il tutore burlato de Giacomo Insaguine (1769)
- La Zelmira o sia la marina del Granatello de Giovanni Paisiello (1770)
- Le trame per amore de Giovanni Paisiello (1770)
- La somiglianza de' nomi de Giovanni Paisiello (1771)
- I scherzi d'amore e di fortuna de Giovanni Paisiello (1771)
- La Dardanè de Giovanni Paisiello (1772)
- Gli amanti comici de Giovanni Paisiello (1772)
- Il tamburo de Giovanni Paisiello (1773)
- La finta parigina de Domenico Cimarosa (1773)
- Il duello de Giovanni Paisiello (1774)
- Il credulo deluso de Giovanni Paisiello (1774)
- Don Taddeo in Barcellona de Antonio Pio (1774)
- Le astuzie amorose de Giovanni Paisiello (1775)
- Il Socrate immaginario de Giovanni Paisiello (1775)
- La donna di tutti i caratteri de Domenico Cimarosa (1775)
- Dal finto al vero de Giovanni Paisiello (1776)
- I matrimoni in ballo de Domenico Cimarosa (1776) révisé La baronessa stramba au même théâtre (1786)
- I sdegni per amore de Domenico Cimarosa (1776)
- La frascatana nobile o la finta frascatana de Domenico Cimarosa (1776)
- Il cicisbeo discacciato de Gaetano Monti (1777)
- La fuga de Gaetano Monti (1777)
- I viluppi amorosi de Angelo Tarchi (1778)
- I commedianti fortunati de Antonio Amicone (1779)
- I sposi incogniti de Gaetano Latilla (1779)
- Il principe riconosciuto e la Marinella de Giacomo Tritto (1780)
- Il re alla caccia de Angelo Tarchi (1780)
- La Bellinda de Giacomo Tritto (1781)
- La francese di spirito de Giacomo Tritto (1781)
- Le donne vendicate de Gaetano Monti (1781)
- Il molaforbice de Gaetano Monti (1781)
- Don Procopio in corte del Pretejanni de Giacomo Tritto (1782)
- La scuola degli amanti de Giacomo Tritto (1783)
- La virtuosa di Mergellina de Pietro Alessandro Guglielmi (1785)
- La donna sempre al suo peggior d'appiglia de Domenico Cimarosa (1785)
- Il geloso ravveduto o sia i pazzi de Francesco Antonio de Blasis (1785)
- Il credulo de Domenico Cimarosa (1786)
- L'impresario in angustie de Domenico Cimarosa (1786),(révisé par Johann Wolfang von Goethe sous le titre Die theatralischen Abenteuer et représenté en 1791 à Weimar)
- Le trame deluse de Domenico Cimarosa (1786)
- Gli amanti trappolieri de Vincenzo Fabrizi (1787)
- Il corrivo de Giuseppe Giordani (1787)
- Lo scoprimento inaspettato de Pietro Carlo Guglielmi (1787)
- I sposi in rissa de Francescantonio Speranza (1788)
- Il cartesiano fastastico de Giacomo Tritto (1790)
- La bizzarra contadina de Gaetano Marinelli (it) (1790)
- Gl'incontri stravaganti de Marcello Bernardini (1790)
- L'isola di Bellamarina de Francesco Antonio de Blasis (1791)
- L'allegria della campagna de Marcello Bernardini (1791)
- Amor tra le vendemmie de Pietro Alessandro Guglielmi (1792)
- I traci amanti de Domenico Cimarosa (1793)
- Le nozze in garbuglio de Giacomo Tritto (1793)
- Gli amanti in puntiglio de Giacomo Tritto (1794)
- L'amore immaginario de Valentino Fioravanti (1794)
- L'uomo indolente de Giuseppe Farinelli (1795)
- L'impresario burlato de Luigi Mosca (1797)
- Il folletto de Giuseppe Mosca (1797)
- L'inganno per amore de Pietro Carlo Guglielmi (1797)
- L'eroismo ridicolo de Gaspare Spontini (1798)
- La finta filosofa de Gaspare Spontini (1799)
- Il viaggiatore ridicolo de Giuseppe Elia (1799)
- L'avaro de Valentino Fioravanti (1800)
- Li sposi in cimento de Luigi Mosca (1800)
- Le stravaganze d'amore de Luigi Mosca (1800)
- La fuga in maschera de Gaspare Spontini (1800)
- L'innocenza conosciuta de Pietro Casella (1801)
- Il villano in angustie de Valentino Fioravanti (1801)
- Il fortunato accidente de Cesare Jannoni o Giannoni (1801)
- Il trionfo della religione de Francesco Federici (1802)
- L'impostore de Luigi Mosca (1802)
- Non ci facciamo i conti senza l'oste de Andrea Sartorio (1802)
- L'Omaggio pastorale de Giacomo Tritto (1802)
- La donna di bell'umore de Giuseppe Elia (1803)
- La serva bizzarra de Pietro Carlo Guglielmi (1803)
- La riedificazione di Gerusalemme ossia Chabri, e Nehèmia de Domenico Cimarosa et Nicola Antonio Zingarelli (1804)
- Il geloso sincerato de Giuseppe Nicolini (1804)
- Gli incostanti nemici delle donne de Giuseppe Nicolini (1804)
- Le nozze inaspettate de Giuseppe Nicolini (1805)
- I vecchi delusi ossia la Burla de Vittorio Trento (1805)
- I furbi burlati de Filippo Grazioli (1807)
- L'inganno del festino de Giovanni Battista de Luca (1807)
- L'appuntamento notturno per burla de Giovanni Battista de Luca (1808)
- L'isola incantata de Giacomo Cordella (1809)
- Annella di porta Capuana de Domenico Cercià (1809)
- Semplicità e astuzia ossia la serva e 'l parruchiere de Valentino Fioravanti (1810)
- Il due Policarpi de Giovanni Battista de Luca (1810)
- Amor dal naufragio de Giovanni Prota (1810)
- La donna bizzarra de Marcello Bernardini (1810)
- Le nozze in campagna de Pietro Carlo Guglielmi (1811)
- Raoul signore di Crequì de Valentino Fioravanti (1811)
- Le nozze per puntiglio de Valentino Fioravanti (1811)
- Il monastero de Stefano Pavesi (1811)
- Il trionfo dell'amore, ovvero Irene e Filandro de Stefano Pavesi (1811)
- Le due simili in una de Pietro Carlo Guglielmi (1811)
- Il raggiratore de Filippo Grazioli (1812)
- Adelaide maritata de Valentino Fioravanti (1812)
- Amalia e Carlo ovvero l'arrivo della sposa de Pietro Carlo Guglielmi (1812)
- Adelaide maritata de Valentino Fioravanti (1812)
- La foresta di Hermanstadt de Valentino Fioravanti (1812)
- I vampiri de Silvestro Palma (1812)
- I solitarj di Scozia de Niccola Vaccai (1815)
- Paolina e Susetta de Valentino Fioravanti (1819)
- La pace desiderata de Carlo Conti (1820)
- I minatori scozzesi de Pietro Raimondi (1821)
- La testa meravigliosa de Pietro Generali (1821)
- La poetessa errante de Giuseppe Mosca (1822)
- La zingara de Gaetano Donizetti (1822)
- Il fortunato inganno de Gaetano Donizetti (1823)
- Il trionfo della giustizia de Carlo Conti (1823)
- Misantropia e pentimento de Carlo Conti (1823)
- Il frenetico per amore de Giacomo Cordella (1824)
- Ogni eccesso è vizioso de Valentino Fioravanti (1824)
- L'abbate taccarella de Luigi Ricci (1825)
- L'ombra notturna de Carlo Assenzio (1825)
- Il morto in apparenza de Pietro Raimondi (1825)
- Otto mesi in due ore (o gli esiliati in Siberia) de Gaetano Donizetti (13 mai 1827)
- Amalia di Reaumur de Nicola Fornasini (1828)
- Amore e scompiglio de Fortunato Raejntroph (1834)
- Allan Mac-Auley de Mario Aspa (1838)
- L'affamato senza denaro de Nicola Gabrielli (1839)
- Allan Cameron de Fortunato Raejntroph (1839)
- L'uomo del mistero de Giovanni Pacini (1841)
- Amore a suon di tamburo de Giovanni Antonio Speranza (1845)
- Adelina de Giovanni Moretti (1846)
- Amore e disinganno de Valentino Fioravanti (26 dicembre 1847)
- Gli amanti sessagenari de Giorgio Miceli (1853)
- Adina de Giovanni Zoboli (1866)
- Amelia de GIovanni Zoboli (1870 ca.)